# خوان سانشيز (لاعب كرة قدم مكسيكي)
خوان سانشيز (بالإسبانية: Juan José Sánchez)‏ هو لاعب كرة قدم مكسيكي في مركز الدفاع، ولد في 9 يناير 1998 في مدينة سان لويس بوتوسي في المكسيك. لعب مع تيغريس أونال.